# Liliko Ogasawara
Liliko Ogasawara (ur. 21 maja 1972) – amerykańska judoczka. Olimpijka z Atlanty 1996, gdzie zajęła siódme miejsce w wadze średniej.
Wicemistrzyni świata w 1993; brązowa w 1995; uczestniczka turnieju w 1991 i 1997. Startowała w Pucharze Świata w latach 1990, 1993, 1995, 1996 i 1998. Wicemistrzyni igrzysk panamerykańskich w 1995 i trzecia w 1991. Triumfatorka mistrzostw panamerykańskich w 1988 roku.

## Letnie Igrzyska Olimpijskie 1996
| Konkurencja | Rundy eliminacyjne     | Repasaże             | Repasaże            | Klas. końcowa |
| Konkurencja | 1/16                   | Przeciwnik I         | Przeciwnik II       | Miejsce       |
| ----------- | ---------------------- | -------------------- | ------------------- | ------------- |
| 66 kg       | Claudia Zwiers (NED) P | Wu Mei-ling (TPE) 'Z | Wang Xianbo (CHN) P | 7.            |